# Pina (film)
Pina – pełnometrażowy film dokumentalny z 2011 roku w reżyserii Wima Wendersa, poświęcony niemieckiej tancerce i choreografce Pinie Bausch i nakręcony w technice 3D. 
Początkowo film miał być stworzony wspólnie z artystką, jednak po jej nagłej śmierci w 2009 roku wspólny projekt zmienił się w hołd poświęcony tancerce. Jeden z pierwszych europejskich filmów 3D.

## Okoliczności powstania filmu
Wenders podziwiał pracę Piny Bausch już od 1985 roku, kiedy to zobaczył w Wenecji jej przedstawienie Café Müller. Przez wiele lat planował wspólne nakręcenie wraz z nią filmu, jednak uważał to za niemożliwe ze względu na ograniczenia medium, które, zdaniem reżysera, nie mogło w odpowiedni sposób przedstawić tańca. Za adekwatną uznał dopiero technikę 3D, z którą zapoznał się w Cannes podczas projekcji koncertowego filmu zespołu U2 – U2-3D. Wraz z Piną Bausch zdecydował się wykorzystać tę technikę do sfilmowania jej przedstawień Café Müller, Le Sacre du printemps, Vollmond i Kontakthof.
Pracę rozpoczęto w 2009 roku. Jednak niedługo przed rozpoczęciem właściwych zdjęć, 30 czerwca 2009 roku, Pina Bausch zmarła, 5 dni po tym jak zdiagnozowano u niej nowotwór. Wim Wenders opublikował wiersz kondolencyjny poświęcony tancerce, w którym wyrażał żal, że nie dane im było doprowadzić współpracy do końca i zaprzestał jakichkolwiek dalszych prac nad planowanym filmem. Po miesiącu od śmierci artystki, w czasie którego otrzymał liczne wyrazy wsparcia i prośby o dokończenie projektu, po konsultacjach z rodziną Piny Bausch i jej grupą Tanztheater Wuppertal, zdecydował się na podjęcie prac nad filmem, który z dokumentu o tancerce zmienił się w hołd na jej cześć.

## Prace nad filmem
Oprócz zaplanowanych wcześniej fragmentów z przedstawień zdecydowano się włączyć do filmu również archiwalne zdjęcia przedstawiające Pinę Bausch oraz poświęcone jej krótkie indywidualne występy taneczne, w których jej współpracownicy próbują wyrażać swoje emocje po jej śmierci. Pojawiły się także refleksje tancerzy na temat Piny. Jednak ponieważ choreografka jeszcze za życia wyraźnie zaznaczyła, że nie chce aby w filmie zamieszczano wywiady, więc refleksje te nie są wynikiem przeprowadzanych z artystami rozmów, a głosowym zapisem ich luźnych, nieuporządkowanych myśli.
Przedstawienia Café Müller, Le Sacre du printemps i Vollmond w wykonaniu Tanztheater Wuppertal zarejestrowano w operze w Wuppertalu jesienią 2009 roku. Przedstawienia rejestrowane były na żywo, nie mogły być przerywane ani powtarzane; w czasie ich trwania kamera znajdowała się pomiędzy tancerzami, rejestrując ich z bliska i podążając za nimi. Kontakthof z kolei filmowano wiosną 2010 roku, angażując trzy obsady – Tanztheater Wuppertal, ludzi między 65 a 80 rokiem życia oraz młodzież do 14 roku życia. Indywidualne występy poświęcone Pinie Bausch zarejestrowano w różnych miejscach w Wuppertalu. 
Za uzyskanie efektu 3D odpowiadali w filmie François Garnier i Alain Derobe.

## Obsada
W filmie wystąpili m.in.:
- Pina Bausch
- Regina Advento
- Malou Airaudo
- Ruth Amarante
- Rainer Behr
- Andrey Berezin
- Damiano Ottavio Bigi
- Bénédicte Billet
- Aleš Cucek
- Clementine Deluy
- Josephine Ann Endicott
- Lutz Förster
- Pablo Aran Gimeno
- Mechthild Grossmann
- Silvia Farias Heredía
- Ditta Miranda Jasjfi
- Barbara Kaufmann
- Nayoung Kim
- Daphnis Kokkinos
- Ed Kortlandt
- Eddie Martinez
- Dominique Mercy
- Thusnelda Mercy